# Tracfort
Tracfort est un ancien constructeur automobile français.

## Historique
Au cours de l'hiver 1933/34, Louis Carle fonde Automobiles Tracfort à Courbevoie, alors quartier parisien. La voiture est développée par André Bournhonet qui avait auparavant travaillé avec un petit constructeur automobile basé à Courbevoie appelé Derby. Il avait également fondé la marque Audax en 1913.
L'assemblage a eu lieu dans un atelier de fabrication, no 71 rue de Normandie à Gennevilliers, à dix minutes de Courbevoie. Le projet consistait à produire des voitures à traction avant sous le nom de Tracfort, préfigurant la très populaire modèle Traction Avant de Citroën apparue en 1934.
Un modèle est vendu par Artcurial lors du salon Rétromobile 2018.